# インディアノーラ・ミシシッピ・シーズ
『インディアノーラ・ミシシッピ・シーズ』（Indianola Mississippi Seeds）は、アメリカ合衆国のブルース・ミュージシャン、B.B.キングが1970年に発表したスタジオ・アルバム。

## 背景
キャロル・キング、ジョー・ウォルシュ、レオン・ラッセルといったロック・ミュージシャンがゲスト参加した。冒頭の「ノーバディ・ラヴズ・ミー・バット・マイ・マザー」は、キングのピアノ弾き語りによる曲である。「ハミングバード」は、ラッセルのソロ・アルバム『レオン・ラッセル』（1970年）が初出の曲で、ラッセルは本作のヴァージョンにおいて、ピアノと指揮を担当している。

## 反響
アメリカの総合アルバム・チャートBillboard 200では、1970年11月28日に、前作『コンプリートリー・ウェル』を上回る26位を記録した。一方、『ビルボード』のR&Bアルバム・チャートでは、前作に及ばず最高8位となった。
本作からの先行シングル「ハミングバード」は、1970年8月22日付のBillboard Hot 100で48位に達し、『ビルボード』のR&Bシングル・チャートでは25位に達した。その後「チェインズ・アンド・シングス」はHot 100で45位、R&Bチャートで6位となり、続く「アスク・ミー・ノー・クエスチョンズ」はHot 100で40位、R&Bチャートで18位となった。

## 評価
本作のジャケットをデザインしたロバート・ロッカートと、写真を撮影したアイヴァン・ナギーは、第13回グラミー賞で最優秀アルバム・カヴァー賞を受賞した。
Ron Wynnはオールミュージックにおいて5点満点中4点を付け「レオン・ラッセル作の"Hummingbird"を、自分自身の曲であるかのように響かせただけでなく、キングがいかなる状況においてもブルース色を注入し、成果を挙げていることを示した」と評している。また、Gary Von Terschは1970年12月24日付の『ローリング・ストーン』誌のレビューにおいて「よりメロディックなキャロル・キング、より打楽器的なレオン・ラッセルというピアニスト達の演奏が、特にエキサイティングだ」「B.B.は彼の天才的な仕事ぶりの理解者に囲まれて、このアルバムでは選曲からアレンジや音作りに至るまで、（彼の近年のアルバムで時折見られた問題点である）過剰さが排除された」と評している。

## 収録曲
特記なき楽曲はB.B.キング作。5.はインストゥルメンタル。
1. ノーバディ・ラヴズ・ミー・バット・マイ・マザー - Nobody Loves Me But My Mother – 1:27
2. ユーアー・スティル・マイ・ウーマン - You're Still My Woman (B.B. King, Dave Clark) – 6:04
3. アスク・ミー・ノー・クエスチョンズ - Ask Me No Questions – 3:08
4. アンティル・アイム・デッド・アンド・コールド - Until I'm Dead and Cold – 4:45
5. キングス・スペシャル - King's Special – 5:10
6. エイント・ゴナ・ウォーリー・マイ・ライフ・エニモア - Ain't Gonna Worry My Life Anymore – 5:20
7. チェインズ・アンド・シングス - Chains and Things (B.B. King, D. Clark) – 4:53
8. ゴー・アンダーグラウンド - Go Underground (B.B. King, D. Clark) – 4:03
9. ハミングバード - Hummingbird (Leon Russell) – 4:38

## 参加ミュージシャン
- B.B.キング - ボーカル、ギター、ピアノ
- ジョー・ウォルシュ - リズムギター(on #3, #5, #9)
- ヒュー・マクラッケン - リズムギター(on #8)
- キャロル・キング - ピアノ(on #2, #4, #6)、エレクトリックピアノ(on #6, #7)
- レオン・ラッセル - ピアノ(on #3, #5, #9)、指揮(on #9)
- ポール・ハリス - ピアノ(on #8)
- ブライアン・ガロファロ - ベース(on #2, #3, #4, #5, #6, #7, #9)
- ジェラルド・ジェモット - ベース(on #8)
- ラス・カンケル - ドラムス(on #2, #3, #4, #5, #6, #7, #9)
- ハービー・ラヴェル - ドラムス(on #8)
- シャーリー・マシューズ、メリー・クレイトン、クライディ・キング、ヴェネッタ・フィールズ - コーラス(on #9)
- ジミー・ハスケル（英語版） - ストリングス&ホーン・アレンジ